# Canteca de Macao
Canteca de Macao es un grupo español de flamenco, reggae y ska.

## Historia
Canteca de Macao surge en 2003 fruto de una conjunción de casualidades en Madrid. Tras los primeros pequeños conciertos y la grabación de su primera maqueta (más de 500.000 descargas), los integrantes de Canteca de Macao comienzan a tomarse en serio el proyecto. Varias discográficas comienzan a interesarse por la banda que, sin disco en el mercado, ya son capaces de mover a mucha gente y están empezando a despuntar en festivales como el Viñarock en España o el Rumbo a Caracas en Venezuela.
Canteca de Macao entra de puntillas en la industria musical. Por un lado necesitan de su apoyo para dedicarse profesionalmente al proyecto y por otro quieren conservar varios de los principios que les llevaron hasta allí. Uno de ellos es la descarga gratuita de su música a través de su página web https://web.archive.org/web/20120117230123/http://www.cantecademacao.net/. Con esta premisa, firman un contrato con Warner para la grabación de su segundo trabajo Camino de la vida entera (2007) y la licencia de su primer trabajo autoproducido Cachai? (2004). Durante este período hacen una gira de al menos un centenar de conciertos que les llevan por todos los puntos de la península y a varios escenarios internacionales en México, Argentina, Jordania, Francia, Bélgica, Holanda, Dinamarca, Marruecos, Nueva York, Costa Rica o Chicago.
En 2007, la banda acude con dos nominaciones a los Premios de la Música: el primer sencillo de Camino de la vida entera, “Bellas”, está nominado en la categoría Mejor Autor Revelación y Canteca de Macao recibe la nominación a Mejor Artista Revelación.
Tres años después, en 2010, sería elegido el segundo sencillo de este mismo trabajo, “Contigo”, como una de las piezas centrales de la banda sonora de la película Habitación en Roma, de Julio Médem.
En 2009 llega bajo el mismo sello discográfico, Agua pa´la tierra, un disco mimado y maduro musicalmente que albergará en su periodo de vida varios cambios de vital importancia en la banda. Sin ir más lejos, Danilo, flautista chileno que aportaba con su travesera un inconfundible color a la música, decide regresar a Chile. Una noche, conocen a Enriquito, trompetista versátil especializado en flamenco‐jazz y deciden apostar por el cambio de sonido invitándole a pertenecer a la banda. Éste y algún que otro cambio dan el pistoletazo de salida a una nueva etapa para Canteca de Macao.
2011 es pues un año de agitación y expectativas. En este contexto, la banda ha de afrontar la grabación de su cuarto álbum y deciden actuar en consonancia con su situación y apostar por un cambio más: dejarán Warner y se expondrán al apoyo de sus seguidores a través de un método incipiente en España, el micromecenazgo: el disco sólo podrá realizarse si los seguidores de la banda participan mediante sus aportaciones económicas en su financiación.
Tras 40 días de esfuerzo y repercusión mediática, Canteca de Macao es capaz de lograr su objetivo días antes de la finalización del plazo estipulado. La micro‐financiación es un éxito y comienza la grabación del disco Nunca es Tarde, proyecto que incluye un documental que narrará esta aventura de principio a fin.
Para muchos, 'Nunca es tarde' es “el disco”. Un reflejo de la madurez y consolidación de su sonido, fraguado en un marco tan especial como ellos mismos.
2012 será el año en el que verán los frutos de un trabajo que continúa con más energía que nunca y que ya está siendo respaldado por sus seguidores y los medios de comunicación, en una gira que les llevará de nuevo a recorrer la Piel de Toro y escenarios de todo el mundo entre los que se encuentran Bélgica, Holanda, Nueva York, Texas o Chicago.
En 2013, para celebrar sus diez años, Canteca de Macao publica el día 15 de cada mes un videoclip, repasando grandes éxitos de su carrera e incluyendo algunos temas nuevos. El proyecto y la gira que lo acompañan se engloban bajo el nombre #UNADECADA, que culminará a finales de 2013 con un directo y un documental que repasen todo el proceso.
2014 es un año en el que se continúa la gira para seguir enseñando al público una recopilación de canciones de sus diferentes discos, #UNADECADA, disco que cuenta con la colaboración y versiones de canciones como La Rabia con Chico Ocaña, Bellas con Amparo Sánchez, La Rubia Perfecta con El Canijo de Jerez, Qué Pasa!? con Alamedadosoulna, Circo Fúnebre canción inédita con Juan Manuel Montilla (Langi), Alternativa Libertaria con Dremen.
La gira finaliza en diciembre para dar paso a un nuevo ciclo para Canteca de Macao.
2015 es el año en que mientras se está produciendo el sexto disco Lugares Comunes, el grupo continúa presente ofreciendo conciertos. En julio publican el videoclip de su primer sencillo Acuérdate, que combina un aprendizaje en el que Anita Kuruba y Chiki Lora han compuesto el disco a partes iguales en un 50%. Su disco más desnudo y cantado desde lo más profundo. 10 canciones que combinan rumbas soleadas con aroma de playa y la música fusión más elegante.
En 2017, tras más de una década de carrera, Canteca decide despedirse de los escenarios con una gira por las principales ciudades de España, y sus respectivos vocalistas empezarán a partir de ese momento carreras en solitario.

## Miembros
- Ana Saboya, "Anita"
- Isidoro Lora-Tamayo, “Chiki“
- Javier Rodríguez de Zuloaga, “Zulo“
- Rodrigo Ulises Díaz, “El Niño“
- Carlos Leal Valladares
- Yago Salorio - Bajista (2011-2012) - ((2015-Actualidad)
- Rubén García Motos - Pianista Teclista (2015-Actualidad)

### Miembros pasados
- Juan Melgar, “Mao“ - Batería (2004-2006)
- José María Calvo, “Chemuto“ - Bajista (2004-2006)
- Pablo Carretero - Bajista (2006-2010)
- Manuel Pablo Sanz - Bajista (2010-2011)
- Lucía Ochotorena - Cajón Flamenco (2004-2009)
- Álvaro Melgar, “Azelga“ - Guitarra (2004-2011)
- Danilo Montoya Mejías - Flauta (2004-2010)
- Juan Tomás Martínez París, “Juancho“
- Julián Olivares -  Guitarra (2011-2012)
- Enrique Rodríguez Paredes, “Enriquito“ - Trompeta (2012-2014)
- Jesús Bachiller Jiménez, "Bachi"
- Guillermo Martínez Yusta,  "Guille" Batería(2004-2014)

## Discografía

### Álbumes
- Cachai (CD). [Reeditado en 2008 por DRO / Warner Music Spain], 2005.
- Camino de la vida entera (2CD). Warner Music Spain, 2007.
- Agua pa'la Tierra (CD). Warner Music Spain, 2009.
- Nunca es Tarde (CD). Autoproducido - Kasba Music, 2012.
- Una Década (CD + DVD). 2014.
- Lugares Comunes (CD). 2015.

### Otros
- Maqueta - 2004 (maqueta)

## Videoclips
- Bellas
- Contigo
- Música
- Nunca es tarde
- Desfase